# Курска превлака
Курска превлака (литв. Kuršių nerija, рус. Куршская коса, пољ. Mierzeja Kurońska) је 98 km дуга, уска, пјешчана превлака, која одваја Курски залив од Балтичког мора.

## Географија
Курска превлака се протеже од Самбијског полуострва на југу до града Клаипеде, од којег је најсјевернија тачка превлаке одовјена мореузом. Сјеверних 52 km припада Литванији, док се остатак налази у Калињинградској области која припада Русији. Ширина превлаке варира — од 400 m у Русији у близини села Лесноја, до 3.800 m сјеверно од Ниде у Литванији. Формирана је прије 5.000 година. На Курској превлаци се налазе највеће покретне пјешчане дине у Европи. Просјечне висина дина износи 35 m, а поједине досежу висину и од 60 m.
Највећи град Курске превлаке је Нида, туристичко одмаралиште, које често посјећују литвански и њемачки туристи. На сјеверној обали превлаке налази се велики број туристичких плажа. И руска и литванска страна превлаке су национални паркови. Управно, руски дио Курске превлака припада Зеленоградском округу Калињинградске области, док је литвански дио подијељен између града Клаипеде и општине Неринге. Кроз цијелу превлаку пролази један друм. На руској страни води до Зеленоградска, а на литванској до Смилтине. Трајекти одржавају прометну везу између Смилтине на превлаци и лучког града Клаипеде.

## Историја
Према балтичкој митологији, Курску превлаку је створила снажна дјевојка, Неринга, која се играла на морској обали. Лик Неринге се појављује и у неким другим митовима, од којих је у некима приказана као снажна млада жена, као женски нордијски Херакло.
Превлаку су у 13. вијеку заузели Тевтонски витезови, на њој саградивши следеће дворце — Мемел (1252), Нојхаузен (1283) и Розитен (1372). Сјеча стабала због претјеране испаше и градње бродова за опсаду Кенигсберга довела је до тога са су се у 18. вијеку дине прошириле по читавој превлаци прекривши читава села. 1825. године започело је систематско пошумљавање превлаке. До 20. вијека већина становништва је живјела од рибарства.
Курску превлаку је насељавало балтичко племе Курона. На југу су мањину чинили Нијемци, а на сјеверу Литванци. До 20. вијека већина Куронаца се асимилирала, тако да је превлака у потпуности била насељена Нијемцима. Након Другог светског рата подручје превлаке је припало Совјетском Савезу, а њемачко становништво је протјерано. Након распада Совјетског Савеза, на превлаци се развила туристичка дјелатност. Нијемци који су већином потомци некадашњих становника превлаке су најбројнији туристи, посебно у Ниди, јер њемачким туриситма нису потребне визе за улазак у Литванију.

## Заштита природне средине
Од 2000. године Курска превлака је на УНЕСКО-вом попису свјетске баштине. Иако је превлака примјер нетакнуте природе, њен јединствени екосистем је ради утицаја човјека угрожен.
Планови руске нафтне копманије Лукоил да у мору испред превлаке вади нафту су у раздобљу од 2002. до 2005. године довели до еколошких просвједа у Калињинградској области и Литванији. Захтјеви руских и литванских еколога нису наишли на потпору руских власти, па је 2005. године започело вађење нафте. Осим нафтног поља, велику опасност за средину представља и растући туризам, који уништава природну основу, а која је покретач његовог развоја.
Важна је улога стабала која спрјечавају ерозију тла и смањују јачину олуја, те су услијед тога и љетњи шумски пожари опаснији по природну средину.